# Littenheim
Littenheim é uma comuna francesa na região administrativa de Grande Leste, no departamento Baixo Reno. Estende-se por uma área de 4,19 km². Em 2010 a comuna tinha 294 habitantes (densidade: 70,2 hab./km²).